# Танж

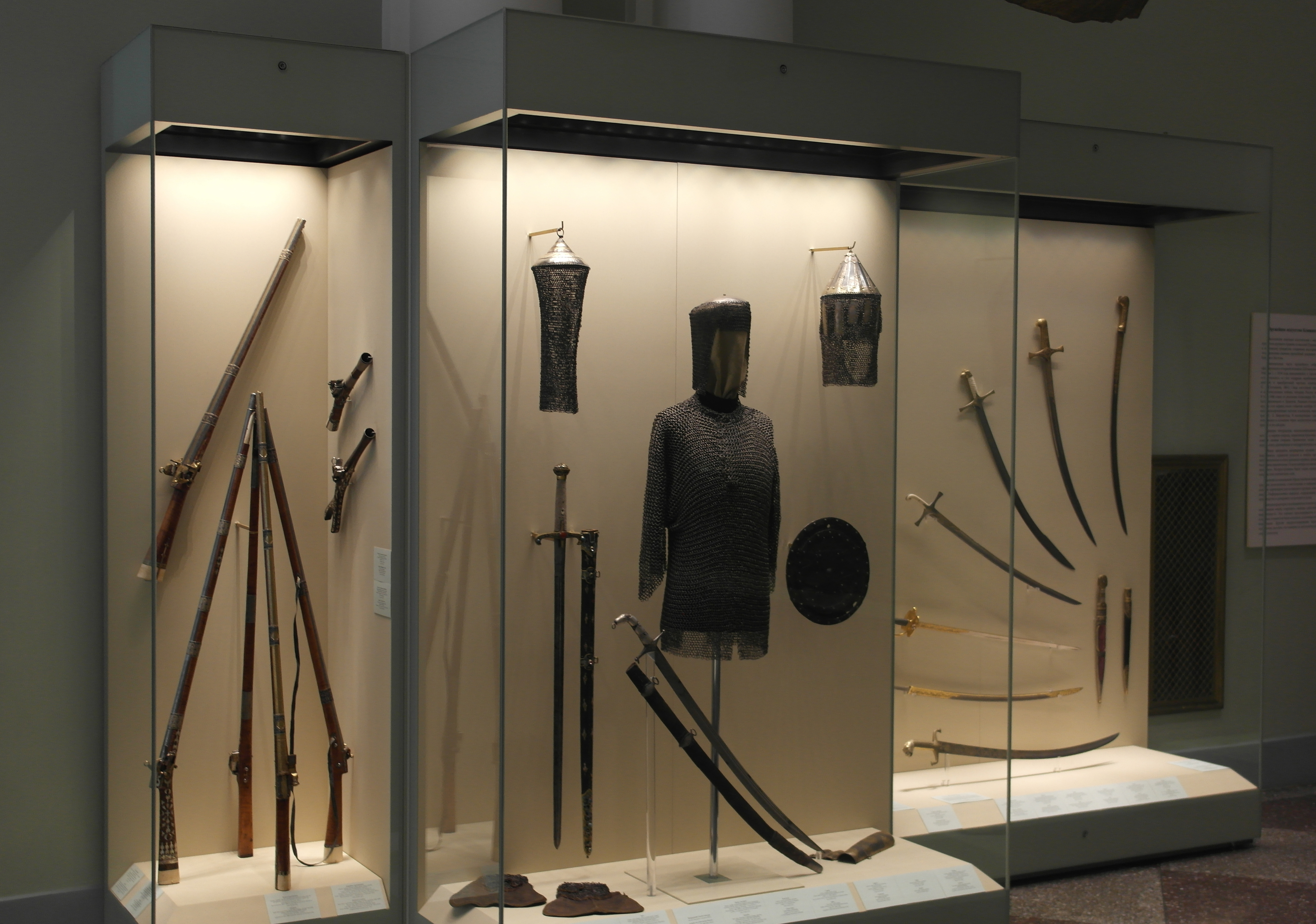
Шлемы типа танж. Эрмитаж

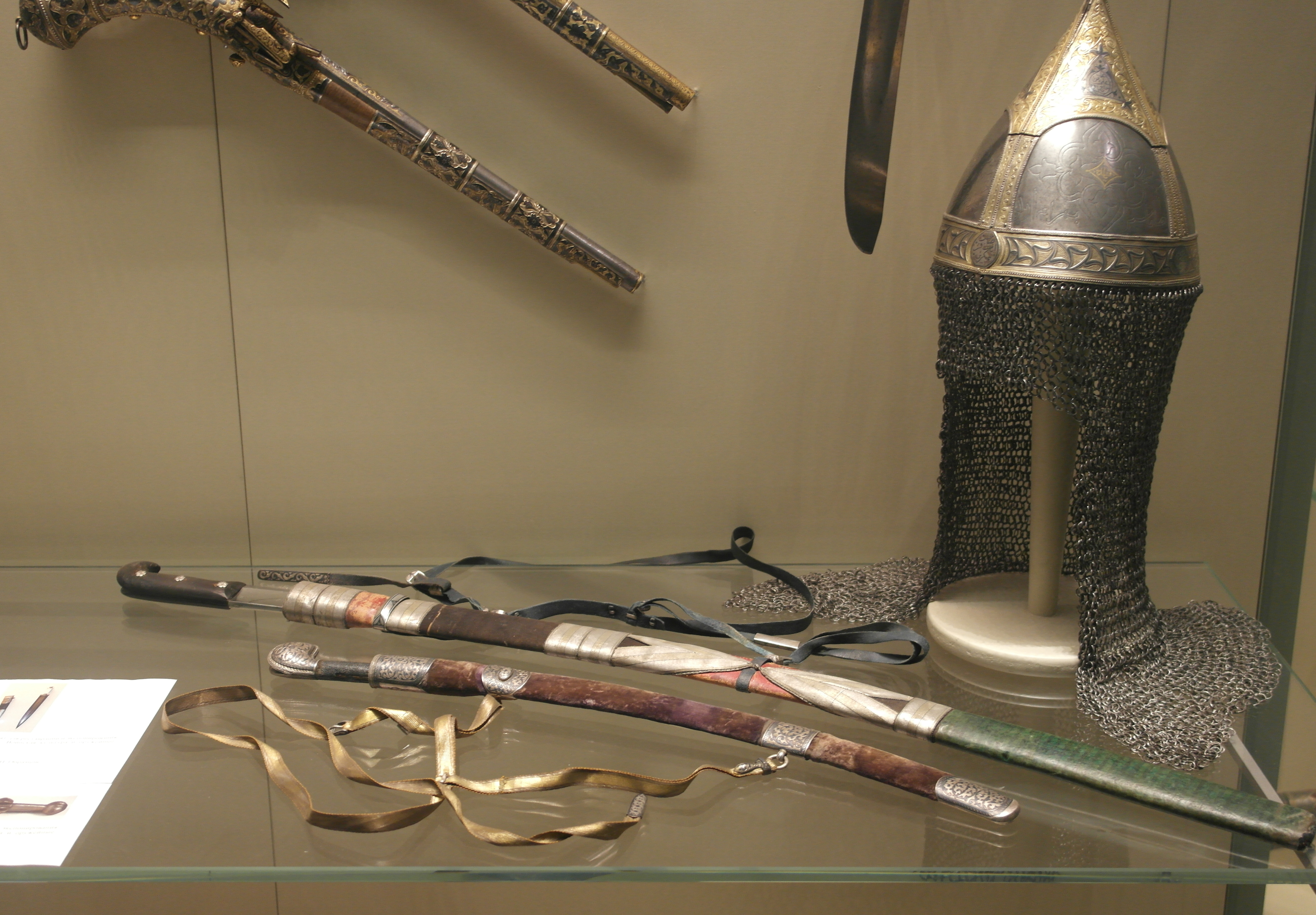
Шлем типа танж. Эрмитаж

Танж или таш — тип шлема, имевшего хождение на Кавказе вплоть до XIX века.
Этот тип характеризуется сравнительно высокой железной тульёй конической формы (иногда — близкой к шеломовидной), склёпанной из двух половин. В навершие могло вставляться кольцо, к которому привязывался декоративный «еловец» — например, флажок из красного сафьяна, обшитого галуном и украшенного вышивкой. По венцу тульи делались отверстия, служившие для крепления кольчужной бармицы. Способ её крепления — путём непосредственной вставки колец в отверстия — был тот же, что и у мисюрок; в отличие от более древних способов крепления, когда бармица крепилась к куполу посредством металлического прута или кожаной полосы. Бармица доходила до плеч, на уровне горла застёгивалась с помощью крючка.
Один из ранних шлемов подобного типа — турецкий, датируется первой половиной XV века. Позднее они, наряду с «низкими шлемами» (кипха или пдьпао) и мисюрками имели хождение на Кавказе, в частности, у черкесов. Тульи черкесских шлемов танж могли украшаться накладными железными или серебряными пластинами, декорированными национальным орнаментом в виде завитков. Этот орнамент на железные пластинки мог наноситься гравировкой и позолотой, на серебряные — гравировкой и чернью. Также могло быть указано имя мастера и дата производства. Сохранилась серия шлемов танж, изготовленных в 1796—1800 годах мастером Али сыном Хаджи Бакы.